# لهجة تركمان الجولان
لهجة تركمان الجولان، (باللغة التركية Golan Türkçesi)، هي إحدى لهجات الفرع الأوغوزي أو الغزي للغة التركية، يتكلم بها قرابة 50 ألف نسمة من تركمان الجولان السوري، الذي تحتله إسرائيل منذ حرب 1967، أو حرب الأيام الستة. تتشابه لهجة تركمان الجولان كثيراً مع اللهجات التركية المنطوقة في حمص وقضاء عكار وخاصة قرية الكواشرة التي تعتبر مركز القرى التركمانية شمالي لبنان، كما كانت تتشابه مع لهجة تركمان فلسطين (لهجة تركية منقرضة) أو ما يسمون بعرب التركمان، ومركزهم قرية المنسي (حيفا) من أعمال حيفا، والتي تلقب بعاصمة عرب التركمان، الذين سكنوا في مرج ابن عامر، قبل أن يتم تهجيرهم على يد إسرائيل عام 1948.

## الأحرف الأبجدية
تمتلك لهجة تركمان الجولان 33 حرفاً أبجدياً، تسعة منها صوتية، وحرف صامت واحد غير أصيل في اللغة، وثلاثة وعشرون 23 حرفاً صامتاً، رتّبت على النحو التالي:
A – a 
آ - ألف مثقلة
B – b 
باء
C - c 
دجيم
C – ç 
تش وكانت تكتب في أبجدية اللغة التركية العثمانية على الشكل التالي چ
D – d 
دال
E – e 
ألف مرققة
É – é 
ألف ممالة تلف بين الألف والياء
F – f 
فاء
G – g 
جيم مصرية، كانت تكتب في أبجدية اللغة التركية العثمانية على الشكل التالي گ
Ğ – ğ 
غين
H – h 
هاء
I – ı 
كسرة مثقلة
İ – i 
كسرة مخففة
J – j 
جيم، كان يكتب في أبجدية اللغة التركية العثمانية على الشكل التالي ژ وهو حرف غير أصيل في اللغة
K – k 
كاف
L – l 
لام
M – m 
ميم
N – n 
نون
Ñ - ñ 
حرف مدمج يلفظ بصوت (نغ) نون وغين في الكلمات المثقلة، و(نگ) نون وگاف (جيم مصرية) في الكلمات المخففة وكان يكتب في أبجدية اللغة التركية العثمانية على الشكل التالي ڭ
O – o
أو مثقلة
Ö – ö 
أو مخففة
P – p 
الباء الصلبة، وكانت تكتب في أبجدية اللغة التركية العثمانية على الشكل التالي پ
Q – q 
قاف
R – r
راء
S – s
سين
Ş – ş
شين
T – t
تاء
U – u
ئو مثقلة
Ü – ü 
ئو مخففة
V – v 
وأو
X – x
خاء
Y – y
ياء صامتة
Z – z 
زاي